# Accento grafico
L'accento grafico o segnaccento è un segno paragrafematico utilizzato in aggiunta a una lettera dell'alfabeto.

## Accento grafico nella lingua italiana
Gli accenti grafici presenti nell'ortografia italiana sono tre:
- accento grave (`), presente sui suoni vocalici più aperti: à, è (/ɛ/), ò (/ɔ/), ma si trova normalmente anche su ì e ù che sono vocali «chiuse».

Esempi: città, chissà, già, è (voce del verbo essere), cioè, caffè, morì, così, però, portò, giù, virtù.
- accento acuto (´), segnala i suoni vocalici più chiusi, o meglio dal timbro più chiuso: é (/e/) e ó (/o/) e nelle grafie più ricercate í e ú. L'uso dell'accento acuto sulla ó è rarissimo. Per questo motivo il carattere ó manca alle comuni tastiere italiane.

Esempi: perché, trentatré, viceré, né ("e non"), sé (pronome personale tonico), ahó (interiezione romanesca).
- accento circonflesso (ˆ), oggi possibile solo sulla î per marcare il plurale dei sostantivi e aggettivi in -io oppure usato come disambiguante sulla vocale tonica in coppie di parole omofone e omografe.[2]  È tipico anch'esso di un tipo di grafia piuttosto ricercata o specialistica; un tempo invece era possibile anche sulle altre vocali (â, ê, ô, û), ma perlopiù in ambito poetico e con finalità distintive o per indicare la contrazione di una parola.

Esempi:
- monopolî (plurale di monopolio), principî (plurale di principio).
- vôlta (elemento architettonico), volta (il volgersi, momento, avvicendamento)

## Accento grafico nelle altre lingue
L'accento grafico, in una forma o nell'altra, è utilizzato nella scrittura di molte lingue. Tra le lingue scritte utilizzando l'alfabeto latino, hanno per esempio l'accento grafico il francese, il catalano, il rumeno, lo spagnolo, il portoghese, il gaelico e l'islandese, mentre non è utilizzato nell'inglese e nel tedesco. Inoltre, l'accento grafico trova applicazione anche in  lingue che non utilizzano l'alfabeto latino, come ad esempio nel greco.